# Emotional Brands
A Emotional Brands é uma plataforma portuguesa de design de mobiliário, iluminação e mobiliário de estofo, fundada em 2012 no Porto, em Portugal. Esta plataforma portuguesa agrega quatro marcas: Malabar,  Creative Mary, Ottiu e a Porustudio.

## História
A empresa foi fundada na cidade do Porto, em 2012. A primeira marca foi a Malabar, criada em Abril do mesmo ano, cujas peças são maioritariamente produzidas em pequenas fábricas e oficinas locais ou em concelhos vizinhos, como Paços de Ferreira.
Mais tarde, foi criada uma marca de iluminação que, em Julho de 2013, com uma perspectiva de internacionalização, deu origem à Creative Mary.
Em 2014, a  Emotional Brands continuou a expandir-se com a criação de uma marca de mobiliário de estofo, a Ottiu. Mas não ficou por aí, a última marca lançada pela Emotional Brands, foi a Porustudio, no início do ano de 2017.

## Malabar
Em 2012, a Malabar foi a primeira marca a ser criada, com o lançamento de uma coleção de guitarras portuguesas redecoradas e da coleção de mobiliário World Architects. A Malabar participou em feiras internacionais de design e mobiliário, como 100% Design, Decorex, May Design Series, Maison&Objet,Stockholm Furnitur e Design Shanghai.
A sua identidade baseia-se na herança arquitetónica portuguesa e internacional.
A marca possui cinco coleções:
- A coleção World Architects presta tributo aos mais conhecidos arquitetos e inclui peças minimalistas e modernistas;
- A coleção Heritage baseia-se na História de Portugal para a construção das suas peças, com um design mais clássico;
- A coleção Euphoria reflete os tempos modernos e ecléticos;
- A coleção Tudo Isto É… é inspirada na guitarra portuguesa, representando, assim, a cultura portuguesa baseando-se no Fado e na tradição. Divide-se em Tudo Isto É... Icons, que usa motivos icónicos e materiais como o azulejo e Tudo Isto É… Authors, que inclui guitarras criadas por vinte e um artistas convidados, como Siza Vieira, Vhils, Joana Vasconcelos e Ana Vidigal.[3] Os autores tiveram toda a liberdade para colocar o seu toque pessoal no design nas mesmas.[2]
- A coleção Art Collection é uma oferta de acessórios decorativos, resultantes do conhecimento artesanal português.

## CreativeMary
A marca CreativeMary foi criada em 2012, dedicada à produção de peças de iluminação. O seu nome é dedicado à típica mulher portuguesa do século XXI, criando assim peças inspiradas tanto na Natureza como na cidade. Participou em eventos como o Oporto Show na cidade do Porto, Home Table Deco Seoul na Coreia, Maison&Objet em Paris, Decorex e May Design Series, em Londres, o Euroluce, em Milão, o Festival internacional de design em Shanghai.
Atualmente, a CreativeMary possui duas coleções disponíveis, a coleção NaruteMary e a CosmoMary.

## Ottiu
A Ottiu foi a terceira marca a ser lançada, com uma oferta de mobiliário de estofo. Atualmente, a marca tem uma única coleção, chamada Century Collection. O design das suas peças inspira-se em restaurantes e hotéis de luxo, bem como lounges VIP e penthouses de Nova Iorque. Além disso, as suas peças homenageiam personagens importantes de Hollywood.

## Porustudio
A Porustudio foi lançada no início do ano de 2017, e  é a mais recente marca lançada pela Emotional Brands. De modo a criar produtos exclusivos, a porus combina artesanato e costura com técnicas de processamento industrial. Atualmente, a porus tem 4 coleções, sendo que estão divididas em Casegoods, lighting, tables e upholstery.

## Publicações
Algumas peças da marca Malabar foram publicadas em revistas como Casa Cláudia, Habitare e Huffington Post.